# أروى عبده عثمان
أروى عبده عثمان أديبة وصحفية يمنية، شغلت منصب وزير الثقافة في حكومة بحاح منذ نوفمبر 2014، حتى استقالة الحكومة في يناير 2015، باحثة مهتمة بالتراث ومناصرة لحقوق المرأة. عرفت بتركيزها على التراث اليمني وتدوينها للتراث الشفهي ونزولها الميداني للعديد من المناطق اليمنية لتوثيق الرقصات الشعبية والفلكلور والأزياء المحلية وتبنيها لبيت الموروث الشعبي.

## السيرة الشخصية
من مواليد مدينة تعز وسط اليمن في 22 نوفمبر 1965 وخريجة قسم الفلسفة بكلية الآداب جامعة صنعاء 1989 متزوجة من القيادي الاشتراكي منصور هائل وأم لابنتين هما هند ومي.

## السيرة العملية
- شغلت منصب وزير الثقافة بحكومة الكفاءات منذ نوفمبر 2014.
- باحثة بالدائرة الاجتماعية بمركز الدراسات والبحوث اليمني.
- رئيس بيت الموروث الشعبي.
- عضو في اللجنة الأساسية للعلوم الإنسانية.
- قاصة وباحثة في التراث الشعبي.
- عضو اتحاد الأدباء والكتاب اليمنيين.

## أعمال أدبية
صدر لها كتاب (يحدث في تنكا بلاد النامس) والذي حاز على المركز الأول عن جائزة الشارقة للإبداع العربي الإصدار الأول في دورته الرابعة. وكذلك «جودلة ورباط الجزمة».

## الجوائز
حصلت على عدة جوائز منها جائزة «آليسون دي فورج» للنشاط الحقوقي الاستثنائي لسنة 2014 الممنوحة من منظمة هيومن رايتس ووتش  كما حصلت على جائزة المينيرفا في العام 2011 المخصصة للمعرفة العلمية للنساء.